# Manuel Serrano López
Manuel Serrano López (Albacete, 30 de mayo de 1976) es un político español del Partido Popular (PP), alcalde de Albacete desde 2023 y entre 2017 y 2019.

## Biografía
Nació el 30 de mayo de 1976 en Albacete. Su infancia transcurrió en Fuente-Álamo, donde trabajaba su familia, que tenía una empresa de explotación agrícola. Su padre ejercía de maestro en la localidad. Posteriormente se trasladó a Hellín hasta que comenzó los estudios de Relaciones Laborales en la capital albaceteña. 
En 1996, con 20 años, se afilió al Partido Popular. Formó parte de una lista electoral por primera vez en 2003, en la candidatura encabezada por Rosario Casado. En 2011, siendo alcaldesa Carmen Bayod, fue nombrado concejal de Cultura, Feria, Fiestas y Asuntos Taurinos. 
Entre 2015 y 2017, con Javier Cuenca como alcalde, fue primer teniente de alcalde y concejal de Cultura, Festejos y Coordinación de Relaciones Institucionales y con el resto de grupos municipales del Ayuntamiento de Albacete.
Ha sido presidente provincial de Nuevas Generaciones, responsable de Comunicación del Partido Popular de Albacete, presidente del Consorcio de la Escuela de Tauromaquia y vicepresidente del Patronato de la Universidad Popular de Albacete. Es miembro de los Comités Ejecutivos Provincial y Regional del PP.
Tras la dimisión de Javier Cuenca por motivos de salud, fue investido alcalde de Albacete el 5 de julio de 2017 y encabezó el gobierno de la ciudad hasta el 15 de junio de 2019. En noviembre de 2020 fue elegido presidente del PP de Albacete. Está casado y tiene una hija.
Fue el ganador de las elecciones municipales de mayo de 2023 con la candidatura del Partido Popular con la que obtuvo 12 concejales que le han permitido volver a ser alcalde desde la constitución de la nueva Corporación del Ayuntamiento de Albacete el 17 de junio de 2023.